# Métrolinie 3 (Paris)
| Karte |                      |                                       |                                       |
| Streckenlänge: | 11,7 km              |                                       |                                       |
| Spurweite: | 1435 mm (Normalspur) |                                       |                                       |
| |                      |                                       |                                       |
| Eröffnung: | 1904                 |                                       |                                       |
| Fahrgäste (täglich): | 241.000              |                                       |                                       |
| Stationen: | 25                   |                                       |                                       |
| \| \| \| Wende- und Abstellgleise \| \| \| \| Pont de Levallois – Bécon \| \| \| \| Anatole France \| \| \| \| Louise Michel \| \| \| \| Wendeschleife \| \| \| \| Porte de Champerret \| \| \| \| Pereire \| \| \| \| Wagram \| \| \| \| Malesherbes \| \| \| \| ehem. Wendeschleife \| \| \| \| Villiers \| \| \| \| Europe – Simone Veil \| \| \| \| Saint-Lazare \| \| \| \| RER A \| \| \| \| Havre – Caumartin \| \| \| \| Auber \| \| \| \| Verbindungsgleis zur Linie 7 \| \| \| \| Opéra \| \| \| \| Quatre-Septembre \| \| \| \| Bourse \| \| \| \| RER B / RER C \| \| \| \| Sentier \| \| \| \| Réaumur – Sébastopol \| \| \| \| Verbindungsgleis zur Linie 11 \| \| \| \| Arts et Métiers \| \| \| \| Temple \| \| \| \| République \| \| \| \| Verbindungsgleis zur Linie 5 \| \| \| \| Parmentier \| \| \| \| Rue Saint-Maur \| \| \| \| Verbindungsgleis zur Linie 2 \| \| \| \| Père Lachaise \| \| \| \| Martin Nadaud (bis 23. August 1969) \| \| \| \| ehem. Verbindungsgleis zur Linie 3bis \| \| \| \| Gambetta \| \| \| \| Verbindungsgleis zur Linie 3bis \| \| \| \| Betriebshof Saint-Fargeau \| \| \| \| Porte de Bagnolet \| \| \| \| Gallieni \| \| \| \| Wende- und Abstellgleise \| |                      |                                       |                                       |
| U-Bahn-Betriebsstelle Streckenanfang (im Tunnel) |                      | Wende- und Abstellgleise              | Wende- und Abstellgleise              |
| U-Bahn-Bahnhof (im Tunnel) |                      | Pont de Levallois – Bécon             | Pont de Levallois – Bécon             |
| U-Bahn-Haltepunkt / Haltestelle (im Tunnel) |                      | Anatole France                        | Anatole France                        |
| U-Bahn-Haltepunkt / Haltestelle (im Tunnel) |                      | Louise Michel                         | Louise Michel                         |
| U-Bahn-Blockstelle (im Tunnel) |                      | Wendeschleife                         | Wendeschleife                         |
| U-Bahn-Haltepunkt / Haltestelle (im Tunnel) |                      | Porte de Champerret                   | Porte de Champerret                   |
| U-Bahn-Bahnhof (im Tunnel) |                      | Pereire                               | Pereire                               |
| U-Bahn-Haltepunkt / Haltestelle (im Tunnel) |                      | Wagram                                | Wagram                                |
| U-Bahn-Haltepunkt / Haltestelle (im Tunnel) |                      | Malesherbes                           | Malesherbes                           |
| U-Bahn-Betriebsstelle Streckenanfang und quer (Strecke außer Betrieb) (im Tunnel) · U-Bahn-Abzweig geradeaus und ehemals von rechts (im Tunnel) |                      | ehem. Wendeschleife                   | ehem. Wendeschleife                   |
| U-Bahn-Bahnhof (im Tunnel) |                      | Villiers                              | Villiers                              |
| U-Bahn-Haltepunkt / Haltestelle (im Tunnel) |                      | Europe – Simone Veil                  | Europe – Simone Veil                  |
| U-Bahn-Bahnhof (im Tunnel) |                      | Saint-Lazare                          | Saint-Lazare                          |
| Strecke von rechts (im Tunnel) · U-Bahn-Strecke (im Tunnel) |                      | RER A                                 | RER A                                 |
| Strecke (im Tunnel) · U-Bahn-Bahnhof (im Tunnel) |                      | Havre – Caumartin                     | Havre – Caumartin                     |
| Haltepunkt / Haltestelle (im Tunnel) · U-Bahn-Strecke (im Tunnel) |                      | Auber                                 | Auber                                 |
| Strecke (im Tunnel) · U-Bahn-Abzweig geradeaus und von links (im Tunnel) |                      | Verbindungsgleis zur Linie 7          | Verbindungsgleis zur Linie 7          |
| Strecke (im Tunnel) · U-Bahn-Bahnhof (im Tunnel) |                      | Opéra                                 | Opéra                                 |
| Strecke (im Tunnel) · U-Bahn-Haltepunkt / Haltestelle (im Tunnel) |                      | Quatre-Septembre                      | Quatre-Septembre                      |
| Strecke (im Tunnel) · U-Bahn-Haltepunkt / Haltestelle (im Tunnel) |                      | Bourse                                | Bourse                                |
| Abzweig quer und nach rechts (im Tunnel) · U-Bahn-Kreuzung mit Tunnelstrecke (im Tunnel) |                      | RER B / RER C                         | RER B / RER C                         |
| U-Bahn-Haltepunkt / Haltestelle (im Tunnel) |                      | Sentier                               | Sentier                               |
| U-Bahn-Bahnhof (im Tunnel) |                      | Réaumur – Sébastopol                  | Réaumur – Sébastopol                  |
| U-Bahn-Abzweig geradeaus und nach links (im Tunnel) |                      | Verbindungsgleis zur Linie 11         | Verbindungsgleis zur Linie 11         |
| U-Bahn-Bahnhof (im Tunnel) |                      | Arts et Métiers                       | Arts et Métiers                       |
| U-Bahn-Haltepunkt / Haltestelle (im Tunnel) |                      | Temple                                | Temple                                |
| U-Bahn-Bahnhof (im Tunnel) |                      | République                            | République                            |
| U-Bahn-Abzweig geradeaus und von links (im Tunnel) |                      | Verbindungsgleis zur Linie 5          | Verbindungsgleis zur Linie 5          |
| U-Bahn-Haltepunkt / Haltestelle (im Tunnel) |                      | Parmentier                            | Parmentier                            |
| U-Bahn-Haltepunkt / Haltestelle (im Tunnel) |                      | Rue Saint-Maur                        | Rue Saint-Maur                        |
| U-Bahn-Abzweig geradeaus und nach rechts (im Tunnel) |                      | Verbindungsgleis zur Linie 2          | Verbindungsgleis zur Linie 2          |
| U-Bahn-Bahnhof (im Tunnel) |                      | Père Lachaise                         | Père Lachaise                         |
| ehemaliger U-Bahn-Haltepunkt / Haltestelle (im Tunnel) |                      | Martin Nadaud (bis 23. August 1969)   | Martin Nadaud (bis 23. August 1969)   |
| U-Bahn-Abzweig geradeaus und ehemals nach links (im Tunnel) |                      | ehem. Verbindungsgleis zur Linie 3bis | ehem. Verbindungsgleis zur Linie 3bis |
| U-Bahn-Bahnhof (im Tunnel) |                      | Gambetta                              | Gambetta                              |
| U-Bahn-Abzweig geradeaus und nach links (im Tunnel) |                      | Verbindungsgleis zur Linie 3bis       | Verbindungsgleis zur Linie 3bis       |
| U-Bahn-Betriebs-/Güterbahnhof Streckenanfang und quer (im Tunnel) · U-Bahn-Abzweig geradeaus und nach rechts (im Tunnel) |                      | Betriebshof Saint-Fargeau             | Betriebshof Saint-Fargeau             |
| U-Bahn-Haltepunkt / Haltestelle (im Tunnel) |                      | Porte de Bagnolet                     | Porte de Bagnolet                     |
| U-Bahn-Bahnhof (im Tunnel) |                      | Gallieni                              | Gallieni                              |
| U-Bahn-Betriebsstelle Streckenende (im Tunnel) |                      | Wende- und Abstellgleise              | Wende- und Abstellgleise              |

Die Linie 3 der Pariser Métro verbindet die Stationen Pont de Levallois – Bécon im Nordwesten und Gallieni im Osten von Paris.

## Geschichte

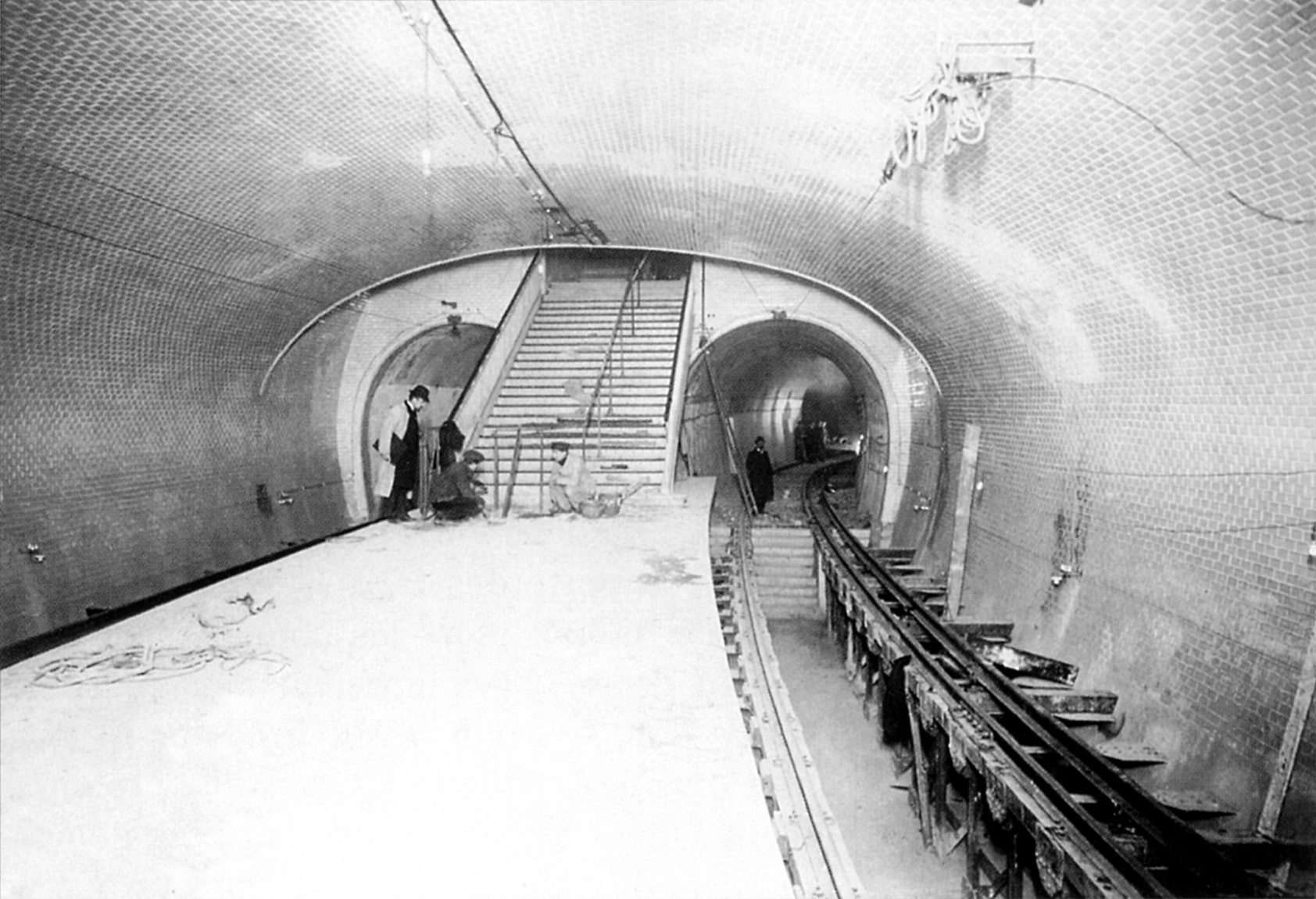
Abfahrtsbahnsteig des einstigen Endbahnhofs Gambetta im Bau (ca. 1904)

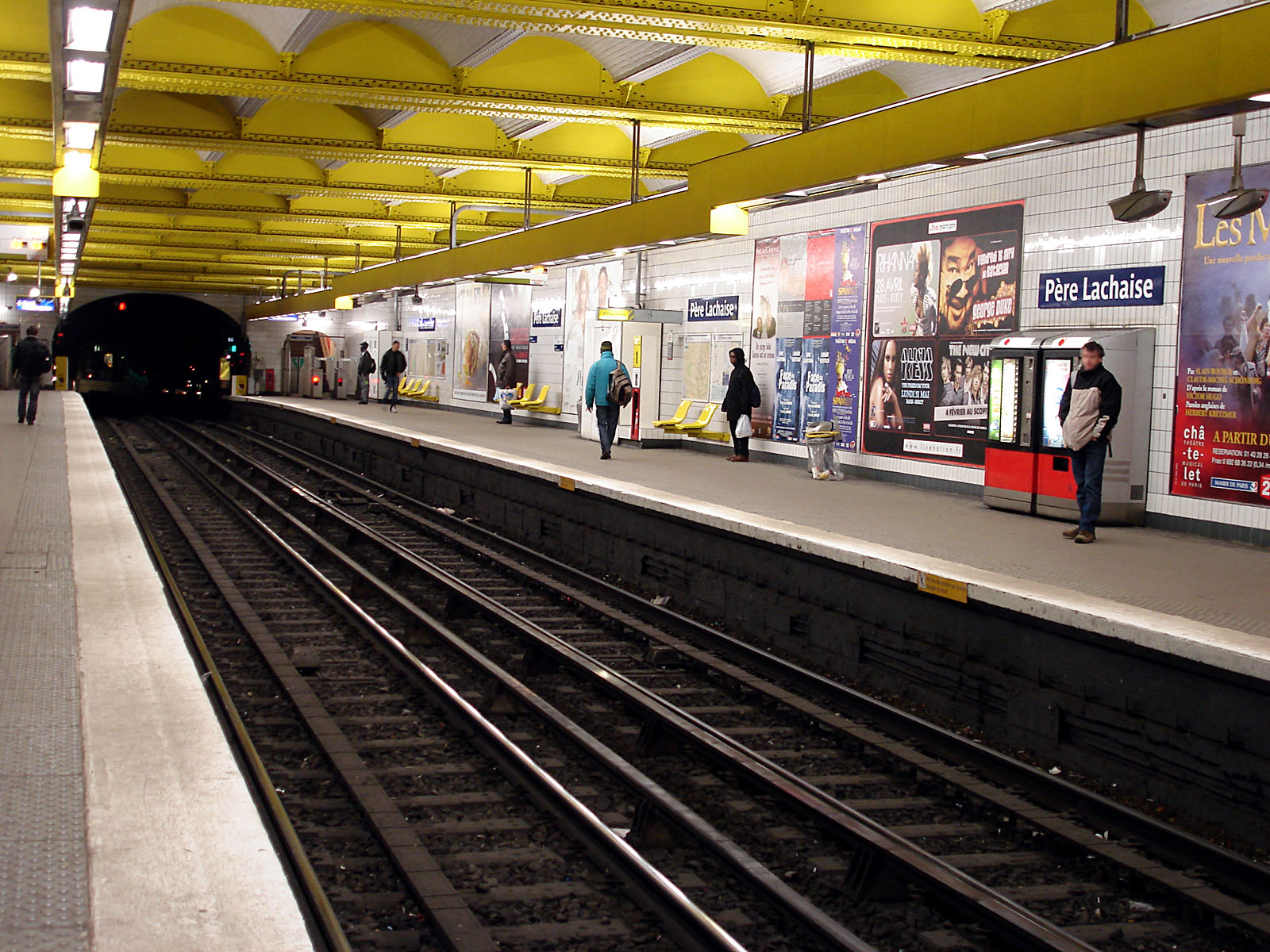
Kurzzeitige Endstation Père Lachaise mit Stahlträgerdecke

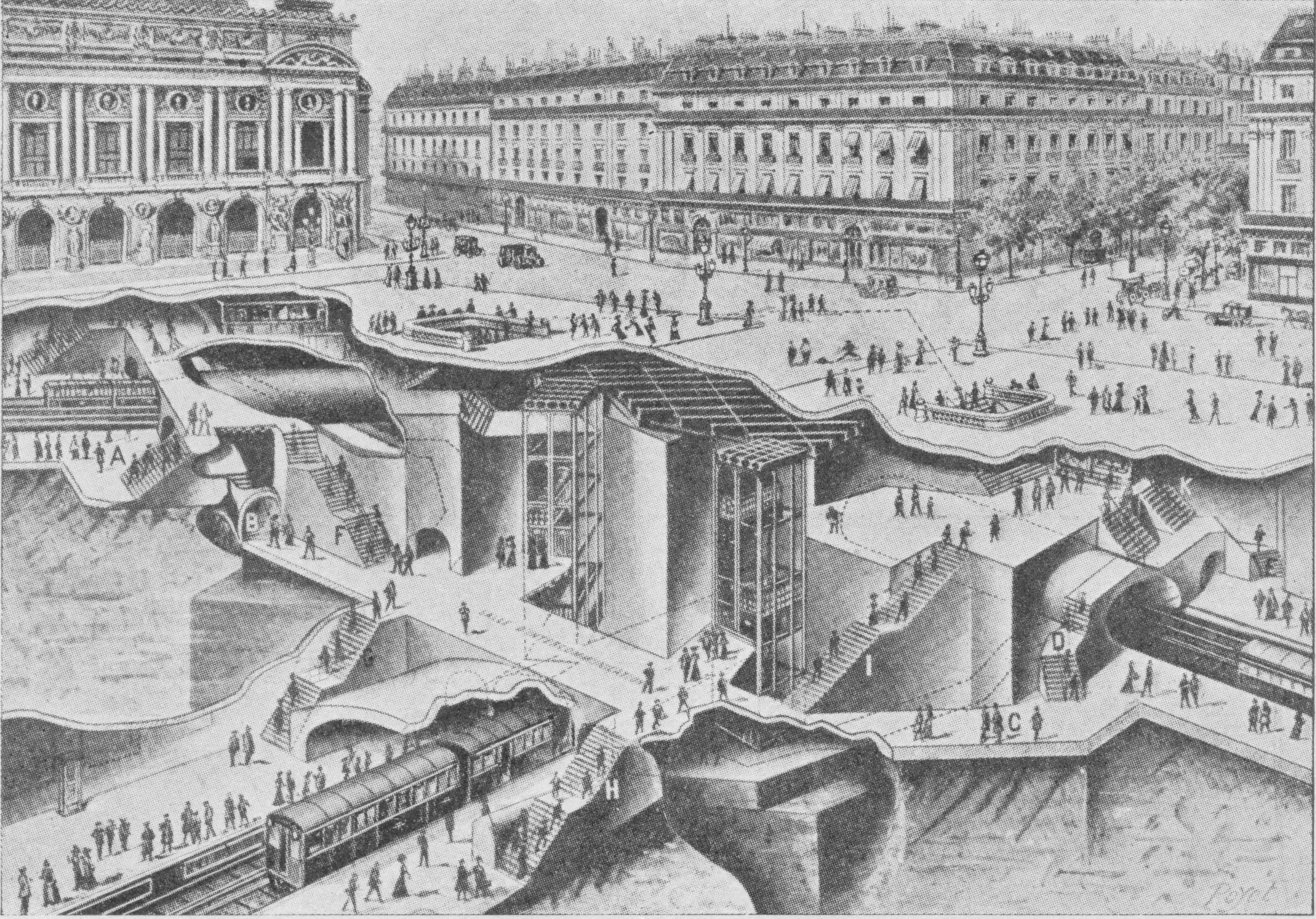
Schnitt durch das Kreuzungsbauwerk Opéra, oben links Station und Tunnel der Linie 3

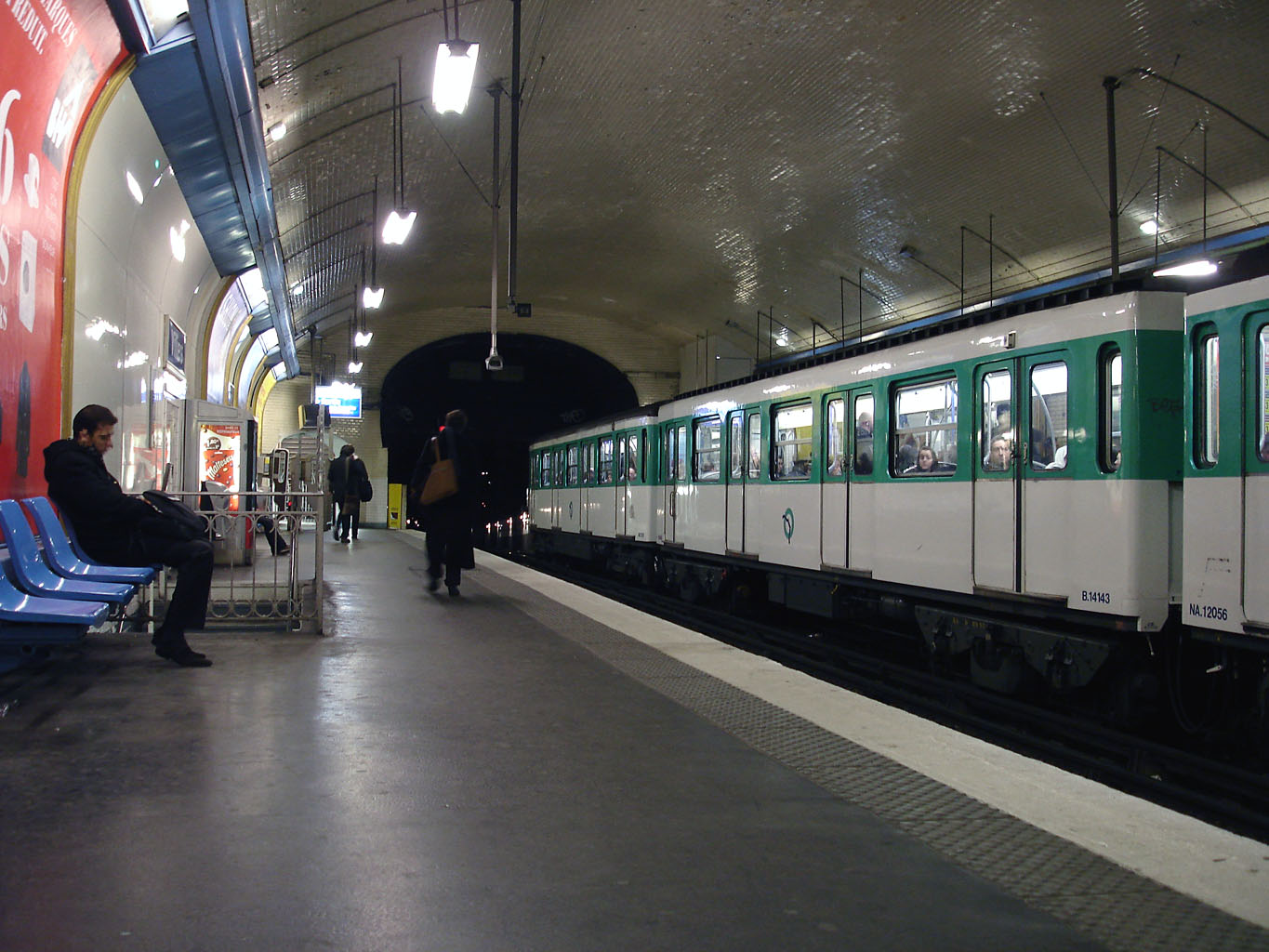
Die Station Villiers der Linie 3 ist ungewöhnlich hoch, da ihr Boden tiefer als jener der parallel angelegten Station der Linie 2 liegt

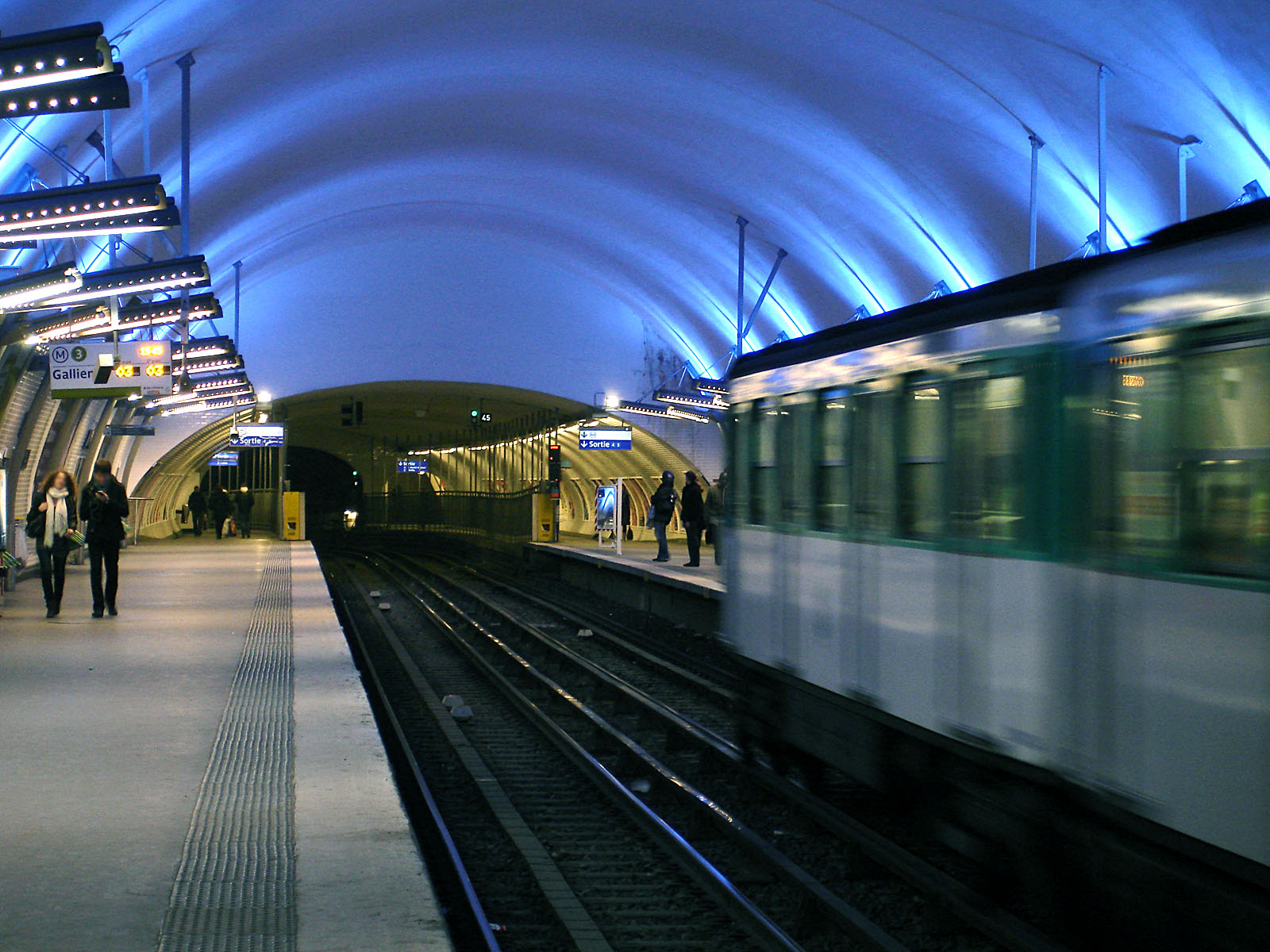
Aktuelle Station Gambetta, im Hintergrund die aufgelassene Station Martin Nadaud

Der erste Abschnitt der Linie 3 führte vom U-Bahnhof Avenue de Villiers (Umsteigebahnhof zur Linie 2; heute: Villiers) zur Station Père Lachaise und bedient dabei die wichtigen U-Bahnhöfe Saint-Lazare, Opéra und République.
Beim Bau der Linie 3 traten die gleichen Probleme wie bei den vorherigen Linien auf: Wasserläufe und schlechte Untergrundverhältnisse machten den Ingenieuren zu schaffen, Gas- und Wasserleitungen sowie Abwasserkanäle mussten verlegt werden. Der Canal Saint-Martin wurde bei dieser Linie das erste Mal „unter Wasser“ von der Métro gekreuzt, die Arbeiten erfolgten innerhalb von 60 Tagen während einer Trockenlegung des Kanals. Am Umsteigebahnhof Opéra sollten sich künftig die drei Linien 3, 7 und 8 kreuzen. Unter anderem aus Kostengründen und um Anwohner und Oberflächenverkehr nicht unnötig lang zu beeinträchtigen, wurden die dortigen Bauarbeiten für alle Linien auf einmal ausgeführt, was ein knappes Jahr in Anspruch nahm.
Die Eröffnung der Linie 3 erfolgte, aufgrund unerwarteter Schwierigkeiten beim Bau in Richtung Gambetta, in zwei Etappen. Die Strecke zwischen Villiers und Père Lachaise wurde am 19. Oktober 1904 eröffnet, der folgende Endabschnitt bis Gambetta am 25. Januar 1905. An beiden Streckenenden wurden Endschleifen zum Wenden der Züge angelegt, wobei die beiden Bahnsteige der Station Gambetta in der Schleife lagen. Zwischen den damaligen Endpunkten Avenue de Villiers und Gambetta ist die Strecke 7,5 km lang, dazu kamen 1,3 km Streckenlänge der Endschleifen. Die Linie 3 hatte damals 17 Stationen, von denen vier wegen ihrer geringen Tiefe eine Stahlträgerdecke aufweisen. Sie war die erste Linie, die als Folge des Unfalls im U-Bahnhof Couronnes von neuen Sicherheitsmaßnahmen profitierte: getrennte Stromschienenabschnitte, Installation von Streckentelefonen und Sicherheitsbeleuchtung.
Die erste Verlängerung der Linie 3 von Villiers nach Porte de Champerret war ursprünglich als eigenständige Linie 3bis geplant und sollte unmittelbar nach der Eröffnung der Hauptlinie in Angriff genommen werden. Dieser Plan wurde aber aufgegeben und die Erweiterung in die Hauptlinie eingepflegt. Da die Trasse der Linie 2 westlich des U-Bahnhofs Villiers gekreuzt und dabei unterfahren werden musste, hatte man den Boden der Station der Linie 3, die 1902 zeitgleich mit jener der Linie 2 und parallel zu jener errichtet wurde, beim Bau bereits entsprechend tiefer angelegt. Die Verlängerung zog sich bis 1910 hin und konnte wiederum nur in Etappen erfolgen: Von Villiers nach Péreire am 23. Mai 1910 und von dort bis Porte de Champerret am 15. Februar 1911. Die Endschleife an der Station Villiers wurde aufgegeben und durch eine neue westlich der Station Porte de Champerret ersetzt.
In den 1920er Jahren stellte man fest, dass eine Führung der Métro in die Vorstädte unabdingbar werden würde und begann, die Linie 3 um zwei weitere Abschnitte zu erweitern. Die erste Verlängerung von Gambetta nach Porte des Lilas erfolgte am 27. November 1921, am anderen Linienende wurde die Strecke von Porte de Champerret bis Pont de Levallois am 24. September 1937 eröffnet.
1970 wurde die Linie 3 an die zentrale Signalisierung Postes de commande et de contrôle centralisés (PCC) angeschlossen. 1973 wurde auf der Linie der halbautomatische Fahrbetrieb Pilotage automatique (PA) eingeführt, bei dem der Triebfahrzeugführer nur noch das Abfahren manuell veranlasst.
Im Frühjahr 1971 wurde der Verkehr auf der Linie 3 neu geregelt, da man am 2. April eine veränderte östliche Streckenführung von Gambetta nach Gallieni im Vorort Bagnolet in Betrieb nahm. Der Streckenzweig von Gambetta nach Porte des Lilas wurde am 27. März 1971 in eine eigenständige Linie 3bis umgewandelt. In diesem Zusammenhang musste der U-Bahnhof Gambetta grundlegend verändert werden. Westlich der alten Station wurden neue Bahnsteige in Betrieb genommen, der bisherige Abfahrtsbahnsteig wurde zur Endstation der neuen Linie 3bis. An der Stelle des alten Ankunftsbahnsteigs wurde ein drittes Gleis angelegt, das nun als Verbindung zum Betriebshof Saint-Fargeau dient. Der Abstand zur vorhergehenden Station Martin Nadaud war mit 230 m ohnehin schon der kürzeste im gesamten Netz gewesen. Man beschloss daher, diese Station ganz aufzugeben und sie in die neue Station Gambetta zu integrieren. Ihre Bahnsteige dienen seither als Zugänge zur neuen Station.

## Strecke

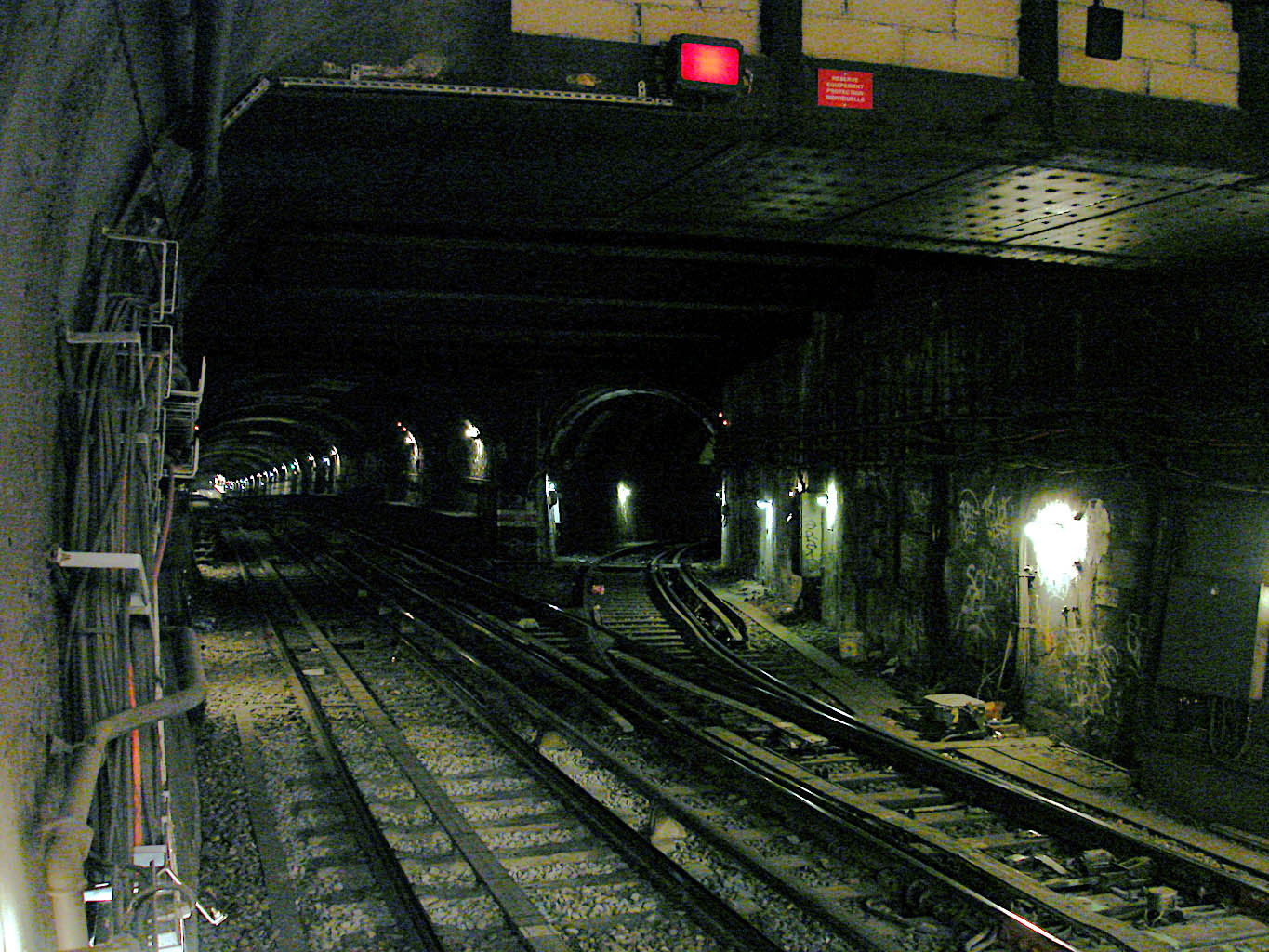
Abzweig des Betriebsgleises zur Linie 7 nahe der Station Opéra

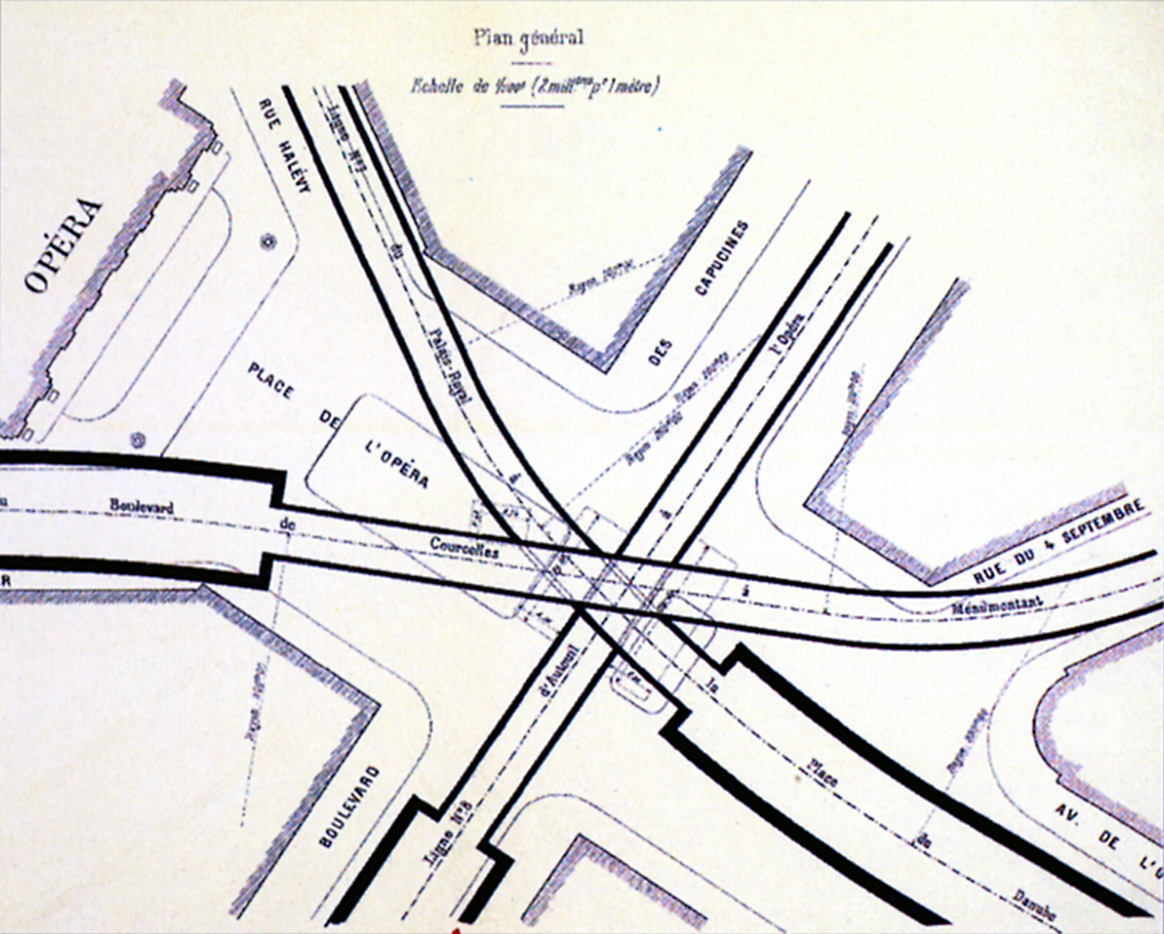
Lage des Kreuzungsbauwerks und der Stationen des U-Bahnhofs Opéra (Linie 3 von links nach rechts)

Die Strecke der Métrolinie 3 verläuft durchgehend unterirdisch. Sie beginnt in einer Abstell- und Wendeanlage nordwestlich der dreigleisigen Station Pont de Levallois – Bécon auf dem Gebiet des Vororts Levallois-Perret. Der schnurgerade verlaufenden Rue Anatole France folgend erreicht sie nach der Station Louise Michel das Stadtgebiet von Paris. Nach Unterquerung der noch befahrbaren Endschleife Porte de Champerret mündet sie in den gleichnamigen, viergleisigen U-Bahnhof. Auf dem Weg zur nächsten Station Pereire wird mit Rampen von bis zu 40 ‰ eine Tunnelstrecke der Linie C des Réseau express régional (RER) unterquert. Die Unterquerung der Métrolinie 2 westlich von Villiers erfolgt in zwei getrennten Tunneln. Das stadteinwärts führende Gleis ist dort mit einer Abstellanlage verbunden, deren Gleise zur aufgelassenen Wendeschleife gehörten.
Im Umsteigebahnhof Saint-Lazare liegt die Station der Linie 3 über den Gleisen der Linien 13 und 14, kurz darauf werden die Tunnel der Linien 9 und 12 überquert. Nordwestlich der Station Opéra, an der sie auf die Linien 7 und 8 stößt, zweigt ein Betriebsgleis zur Linie 7 ab. Zwischen den Stationen Quatre-Septembre und Arts et Métiers folgt die Strecke wiederum einem geradlinig angelegten Straßenzug, in dessen Verlauf sie am Umsteigebahnhof Réaumur – Sébastopol die Linie 4 im rechten Winkel unterquert. Vor der Station Arts et Métiers wurde ein Verbindungsgleis zur Linie 11 angelegt.
Komplex ist die Anlage des Umsteigebahnhofs République, wo fünf Métrolinien aufeinandertreffen. Dort unterquert sie die Linien 5, 8 und 9 und wird ihrerseits von der Linie 11 unterquert. Östlich ihrer dortigen Station führt ein Betriebsgleis zur Linie 5. Ein weiteres verbindet östlich der Station Père Lachaise die Linie 3 mit der Linie 2, vorher wird der Canal Saint-Martin im Anschluss an eine 155 m lange 40-Promille-Rampe gekreuzt. Zwischen Père Lachaise und der neuen Station Gambetta befand sich bis zur Eröffnung der Linie 14 mit 831 m der längste Abstand zwischen zwei Métrostationen im Stadtgebiet.
In Richtung Gallieni wird der Tunnel zum Betriebshof Saint-Fargeau vom zur 1971 in Betrieb genommenen Zwischenstation Porte de Bagnolet führenden Streckengleis unterquert. Die neue Endstation Gallieni wurde in einen Park&Ride-Komplex mit Busbahnhof und Einkaufszentrum eingebunden. Die Station wurde großzügig ausgeführt, sie weist vier Gleise an zwei Mittelbahnsteigen und eine ausgedehnte Abstellanlage auf.
Zum ehemaligen Endabschnitt Gambetta–Porte des Lilas siehe Métrolinie 3bis.

## Fahrzeuge und Betriebshof

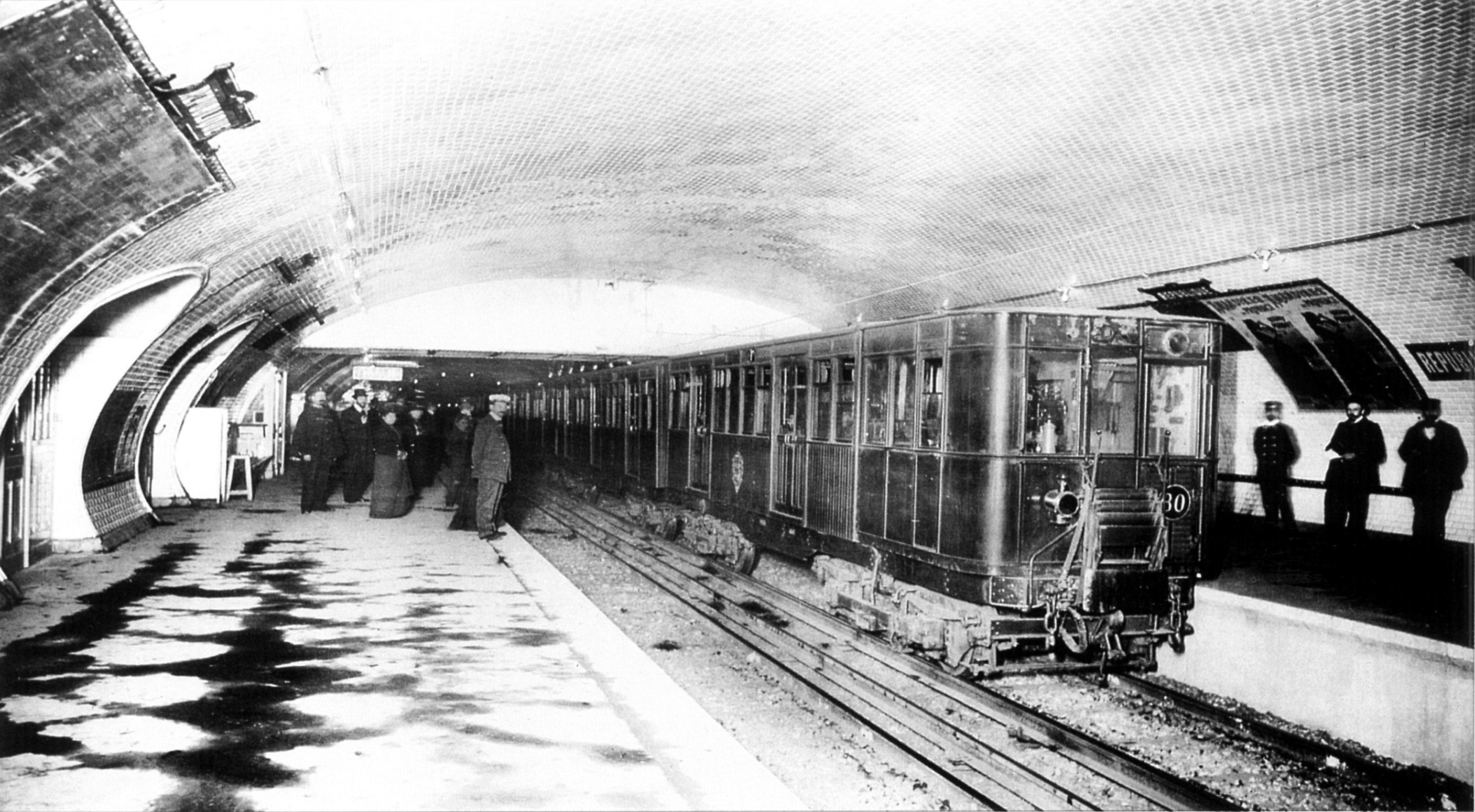
Thomson-Zug der Serie 300 in der Station der Linie 3 des U-Bahnhofs République (1904)

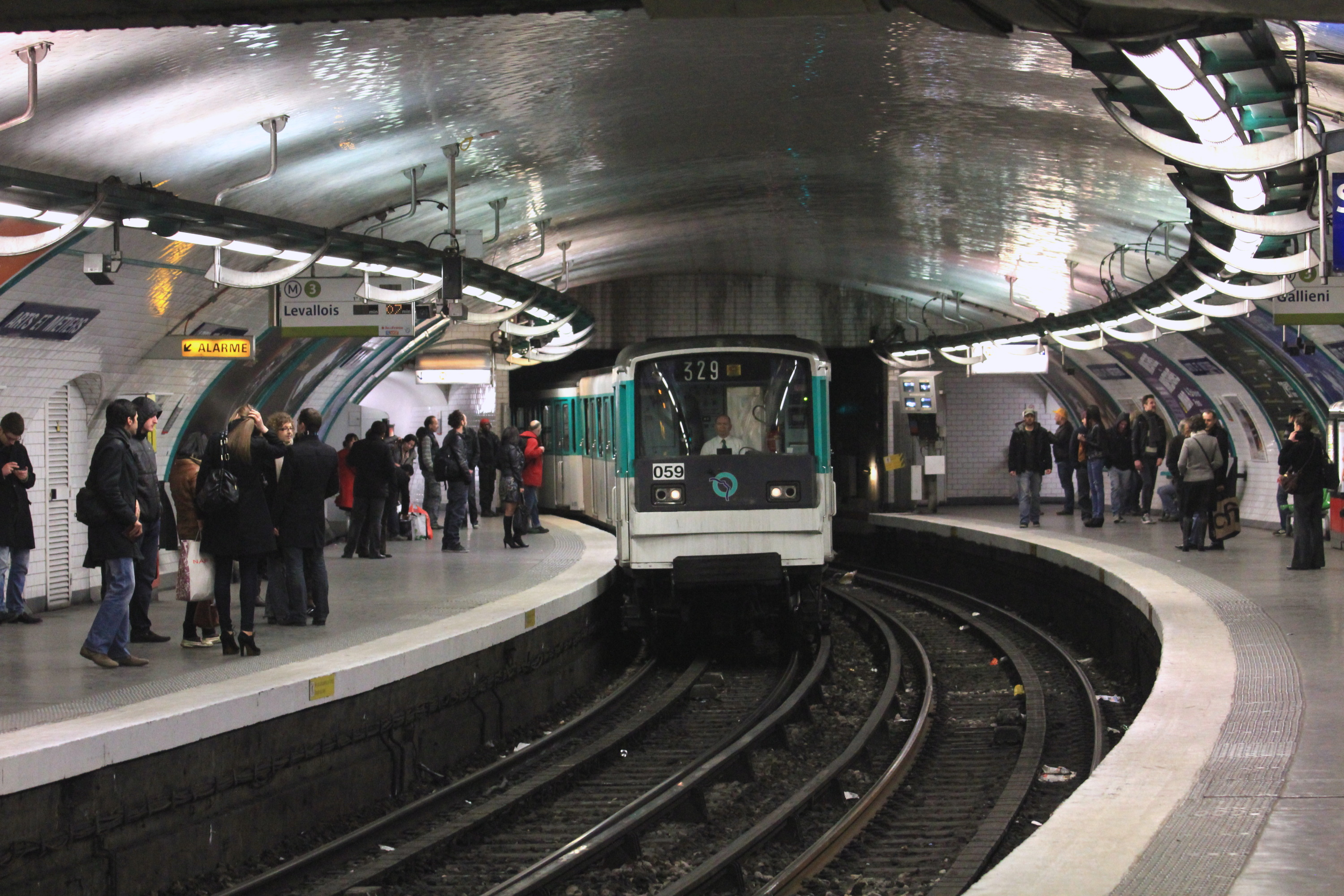
MF-67-Zug bei der Einfahrt in die Station Arts et Métiers der Linie 3

Als Folge des Couronnes-Unfalls wurde die Linie 3 von Anfang an mit vierachsigen Fahrzeugen auf Drehgestellen ausgestattet, deren Führerstände in Metallbauweise ausgeführt waren. Eingesetzt wurden Fünf-Wagen-Züge, die aus drei Trieb- und zwei Beiwagen bestanden. Diese Konfiguration sollte typisch für die Métro werden.
Sie wurden später durch Sprague-Thomson-Züge ersetzt, die dort bis 1967 verkehrten. In jenem Jahr erhielt die Linie 3 als erste die neue, klassisch auf Stahlschienen laufende Baureihe MF 67. Die zwischen 2005 und 2008 renovierten Züge sind dort im Jahr 2021 nach wie vor im Einsatz.
Der Betriebshof Saint-Fargeau wurde 1904 im 20. Arrondissement eröffnet und 1966 sowie 1993 modernisiert, um neue Fahrzeuge (MF 67 bzw. MF 88) beherbergen zu können. Dort werden auf 15.000 Quadratmetern Fläche sämtliche Fahrzeuge der Linien 3, 3bis und 7bis gewartet.

## Umbenennungen von Stationen
Im Lauf der mehr als 100-jährigen Geschichte der Pariser Metro änderte sich die offizielle Bezeichnung einer ganzen Reihe von Stationen. Einige Stationen wurden sogar mehrmals umbenannt. Auf der Linie 3 waren fünf Stationen betroffen:
| heutiger Name        | seit | frühere(r) Name(n) |
| -------------------- | ---- | ------------------ |
| Villiers             |      | Avenue de Villiers |
| Réaumur – Sébastopol | 1907 | Rue Saint-Denis    |
| Havre – Caumartin    | 1926 | Caumartin          |
| Louise Michel        | 1946 | Vallier            |
| Rue Saint-Maur       | 1998 | Saint-Maur         |